# 3001 : L'Odyssée finale
Pour les articles homonymes, voir Odyssée (homonymie).
3001 : L'Odyssée finale (3001: The Final Odyssey) est un roman de science-fiction publié en 1997, le dernier de la tétralogie d'Arthur C. Clarke initiée par 2001 : l'Odyssée de l'espace.

## Résumé
Après 1000 années de dérive dans l'espace, le corps de Frank Poole est récupéré puis ramené à la vie. Ce dernier peut désormais contempler la planète Terre du haut de la tour Afrique. Les humains ont construit quatre tours : Afrique, Amérique, Asie et Océanie, hautes de trente-six mille kilomètres (toutes reliées par un anneau d’une centaine de milliers de kilomètres de long) grâce au diamant de l'ancien noyau de Jupiter, éjecté lorsque celle-ci fut transformé en étoile. Poole, persuadé que David Bowman se trouve sur Europe, le satellite interdit, va transgresser l'interdiction et se poser sur Europe.